# Crkva sv. Barbare u Rudama
Crkva sv. Barbare je rimokatolička crkva u mjestu Rude, koje je u sastavu grada Samobor, zaštićeno kulturno dobro.

## Opis dobra
Ranobarokna crkva podignuta je na groblju, u prvoj polovici 17. stoljeća, na istaknutom, povišenom položaju na brijegu iznad ceste i okružena kamenom ogradom cinktora s dva ulazna portala. Jednobrodna je građevina s užim svetištem, zaključenim stiješnjenom apsidom, a južno od njega su zvonik i sakristija. Pročelja crkve su glatka oblikovana jednostavnim detaljima kamene plastike otvora prozora i portala, a unutrašnjost je svođena bačvastim svodom sa susvodnicama. U crkvi se nalazi kvalitetan barokni inventar.

## Zaštita
Pod oznakom Z-1465 zavedena je kao nepokretno kulturno dobro - pojedinačno, pravna statusa zaštićena kulturnog dobra, klasificirano kao "sakralna graditeljska baština".